# Eurydice V. Osterman
Eurydice Valenis Osterman (Atlanta (Georgia), 1950) is een Afro-Amerikaans componiste, muziekpedagoog, dirigent, organiste en pianiste. 

## Levensloop
Osterman studeerde muziek aan de Andrews University in Berrien Springs en behaalde aldaar haar Bachelor of Music en ook haar Master of Music. Haar studies voltooide zij aan de University of Alabama in Huntsville bij Harry Phillips en promoveerde tot Ph.D. (Philosophiæ Doctor) in compositie. 
Zij organiseerde en dirigeerde workshops en seminaries in de hele Verenigde Staten, Europa, Zuid-Amerika, in het Caribisch gebied (Bahama's, Bermuda etc.) en in Afrika. Osterman is auteur van het boek What God Says About Music. Verder schreef zij artikelen en bijdragen voor de International Adventist Musicians Association (IAMA) publicaties en is lid van het General Conference Music Committee van de "Seventh-Day Adventist Church". 
Na haar studie werd zij docente aan de Berean SDA School in Baton Rouge (Louisiana) en aan de Mount Vernon Academy in Ohio van 1972 tot 1976. Vanaf 1978 is zij professor in muziek aan het Oakwood College in Huntsville. Aldaar was zij van 1978 tot 1990 dirigente van het College Choir. Zij was van 1994 tot 1996 hoofd van de muziekafdeling en doceert muziektheorie en compositie. Osterman is een veelgevraagd gastdocent en doceerde in vier continenten. Als lerares kreeg zij verschillende onderscheidingen, zoals Outstanding Teacher Award aan het Oakwood College in 1983, een Huntsville Jaycees nominatie als "Outstanding Young Educator" in 1983 en 1984, "Zapara Excellence in Teaching Award" in 1990, "Outstanding Young Women of America Award" in 1993 en de "Commendation Award for Meritorious Service" aan haar College in 1993. In 2006 ontving zij een studiebeurs van uit het Fulbright-programma voor studies in Turkije. Zij was voorzitter in de regio Huntsville (Alabama) van de "American Guild of Organists". 
Als componiste schreef zij instrumentale muziek, orgel- en pianowerken, maar vooral vocale werken voor koren en zangstemmen. 

## Composities

### Werken voor orkest
- Aria di Bravura, voor orkest op. 5, nr. 1
- Serenitas, voor orkest, op. 5, nr. 2
- Symfonie nr. 1 - Heritage symfonie, voor orkest, op. 5, nr. 3
- Tribute, voor strijkorkest, op. 6, nr. 1

### Werken voor harmonieorkest
- Were You There, voor harmonieorkest, op. 7, nr. 1

### Missen en geestelijke muziek
- 1978 Praise the Lord, voor gemengd koor
- 1978 Create in me a clean heart, voor gemengd koor - tekst: Psalm 51:10-12.
- 1984 God, Who Stretched the Spangled Heavens, voor gemengd koor - tekst: Catherine Cameron
- A Time Worth Living
- All My Trials, cantate voor vierstemmig mannenkoor
- Alleluia, voor gemengd koor
- Away In A Manger, kerstselectie voor gemengd koor
- Christ, Our Hope
- Christmas Medley, voor gemengd koor
- Climbing To Zion, voor gemengd koor
- Colossians II
- Day Has Finally Come, voor gemengd koor
- Deck The Halls, voor gemengd koor
- Friends For Life
- Good News, spiritual voor gemengd koor
- Hail the Day, cantate voor gemengd koor
- I Don't Understand Myself At All
- I Want Jesus To Walk With Me, spiritual voor gemengd koor
- I Will Lift Up Mine Eyes, voor gemengd koor
- If I Had My Way
- Jesus In Me
- Judge Me Not
- Little David Play On Your Harp, spiritual voor gemengd koor
- Living Love
- Love, It Comes In All Colors
- Make A Joyful Noise Unto the Lord, voor gemengd koor
- O Sing Unto the Lord, voor gemengd koor
- Oh What A Beautiful City, spiritual voor gemengd koor
- Ol' Time Religion, spiritual voor gemengd koor
- Praise The Lord
- Renewing Our Minds
- Silent Night, voor gemengd koor
- Siyahamba, cantate voor mannenkoor
- The Song of Moses and the Lamb, spiritual voor gemengd koor
- The Song of the Lamb, voor gemengd koor en orkest
- Two Routes
- United In Christ
- Walk Together, Children, spiritual voor gemengd koor
- We Shall Behold Him
- We Three Kings, voor gemengd koor
- Where To Turn

### Vocale muziek
- Be Still and Know that I Am God, duet voor twee zangstemmen, op. 9, nr. 1
- For My People, voor zangstem en piano, op. 10, nr. 1
- From Deepest Woe I Cry To Thee, voor zangstem en piano, op. 9 nr. 2
- How Lovely Is Thou Dwelling Place, voor zangstem en piano
- In Thee O Lord We Trust, voor zangstem en piano, op. 9, nr. 3
- Musings, zangcyclus voor zangstem en piano, op. 11, nr. 1
- Reflections of the Motherland, zangcyclus voor zangstem en piano, op. 11, nr. 2
- Unity Hymn, voor zangstem en piano
- Wedding Prayer, voor zangstem en piano, op. 9, nr. 4

### Kamermuziek
- Chorale, op. 8, nr. 2
- Fanfare, voor koperinstrumenten, op. 8, nr. 3
- Fanfares, voor koperblazers en pauken, op. 8, nr. 4
- Intrada, op. 8, nr. 5
- Medley: Safe In the Arms of Jesus/Leaning on the Everlasting Arms, voor klarinet, hoorn en piano, op. 8, nr. 9
- Reverie, voor dwarsfluit en piano, op. 8, nr. 6
- Silent Night, op. 8, nr. 10
- The Cat and the Bird, op. 8, nr. 1
- Three Pieces for Woodwind, voor houtblazers, op. 8, nr. 7

### Werken voor orgel
- Aria, op. 3 nr. 1
- Gloria, op. 3 nr. 2
- March Triumphant, op. 3 nr. 3
- Meditation, op. 3 nr. 4
- Passacaglia and Fugue, op. 3 nr. 5
- When Morning Gilds The Sky, op. 4, nr. 1

### Werken voor piano
- A Matter of Time, op. 1, nr. 2
- I Stood on de Ribber ob Jerdan
- Love Medley: Jesus Loves Me/My Jesus I Love Thee
- Medley: Jacob's Ladder/I Want Jesus to Walk With Me
- Morning Has Broken
- My Faith Looks Up To Thee
- O Love That Will Not Let Me Go
- Sonatina, op. 1, nr. 1
- When Morning Gilds The Sky, op. 4, nr. 1
- Whiter Than Snow

### Werken voor slagwerk
- Sound Tracks, voor slagwerkensemble, op. 8, nr. 8

## Publicaties
- Christian Music: Secular or Sacred in: Music in Worship, IAMA and Dan Shultz
- What God says about music, Awshm Music, Huntsville, Alabama, 130 p., ISBN 096616900X
- Rock Music and Culture, Chapter 12, in: The Christian and Rock Music: A Study of Biblical Principles of Music